# Nayan
Nayan (gestorben 1287) war ein Prinz der Borjigin Königsfamilie des mongolischen Reiches. Er organisierte eine bemerkenswerte und ernsthafte Rebellion gegen den mongolischen Khagan Kublai Khan. Er war ein nestorianischer Christ. Vieles von dem, was von Nayan bekannt ist, wurde vom venezianischen Reisenden Marco Polo aufgenommen.

## Ursprünge
Nayan war Mitglied eines Nebenzweiges der mongolischen Königsdynastie und stammte aus einem der Brüder von Dschingis Khan. Er war entweder ein Ururenkel von Temüge, Dschingis Khans jüngster Vollbruder, oder von Belgutai, seinem Halbbruder. Mehr als ein Prinz namens Nayan existierte und ihre Identität ist verwirrend; der Historiker Pelliot war der Meinung, dass der christliche Prinz Nayan kein Nachkomme von Belgutai war. Er gibt Nayans Vater als Ajul, Sohn von Tacar, Sohn von Jibügan, Sohn von Temüge, an. Die nahen männlichen Verwandten von Dschingis Khan erhielten die Kontrolle über große Appanage-Domänen in der Mongolei und benachbarten Ländern wie der Mandschurei. Marco Polo beschreibt Nayan als Herrscher über vier großen Provinzen: „Ciorcia“ (möglicherweise Jurchen), „Cauli“ (Korea, wahrscheinlich nur ein Teil von Nordkorea), „Barscol“ und „Sichintingiu“. In seinen Bezirken befand sich eine Stadt namens Kwang-ning, weshalb Nayan als „Prinz von Kwang-ning“ bezeichnet wurde. Darüber hinaus war Nayan auch der führende Führer der Ost-Sujets (Stammesgruppen und Bezirke, die von mongolischen Adanage-Fürsten regiert wurden), die von den Nachkommen der Brüder von Dschingis Khan beherrscht wurden. Was auch immer der genaue Umfang von Nayans Appanage sein mochte, er besaß mit Sicherheit genug Länder in und um die Mandschurei, um ihm eine Machtbasis zu geben, von der er aus eine Rebellion gegen seinen Verwandten Kublai Khan starten konnte.

## Rebellion
Nayan wird als eine traditionelle mongolische Reaktion gegen die zunehmende Sinisierung von Kublai Khan und seiner Regierung dargestellt. Nayan hielt an den angestammten nomadischen Werten der Mongolen fest und war bestürzt über Kublais Entfremdung von diesen Idealen. Kublai Khan handelte möglicherweise nach dem Vorbild der chinesischen Regierungsprinzipien, konsolidierte die Macht in seinen eigenen Händen und die halb-unabhängigen Appanage-Prinzen begannen sich bedroht zu fühlen. Nayan konspirierte mit zwei anderen Nachkommen von Brüdern von Dschingis Khan, Shiktur und Qada'an, die auch in der östlichen Mongolei und in der Mandschurei Adanage hielten. Er war auch in Kontakt mit Kublai Khans Neffen und überzeugtem Feind Kaidu, der große Teile von Zentralasien beherrschte. 
Nayan brach zwischen dem 14. Mai und dem 12. Juni 1287 in eine offene Rebellion auf und der Hauptkampf gegen Kublai fand um den 16. Juli statt. Kublai Khan hatte Argwohn und berechtigte Befürchtungen über die Zusammenarbeit zwischen Nayan und Kaidu und schickte seinen führenden General Bayan zu einer Untersuchung. Eine zeitgenössische Quelle berichtet, dass Nayan Bayan zu einem Festessen eingeladen hatte, aber Bayan war vor einer Falle gewarnt. Was auch immer die Wahrheit über diesen Vorfall sein mag, Bayan wurde mit einer Armee zur Besetzung von Karakorum geschickt, um Kaidu davon abzuhalten, sich nach Osten zu bewegen und Nayan beizutreten. Kublai selbst, trotz seines fortgeschrittenen Alters von 72 Jahren, zog eine andere Armee auf und bewegte sich schnell gegen Nayan in der Mandschurei. Die Geschwindigkeit und das Ausmaß der Reaktion von Kublai bedeuteten, dass die verschiedenen Rebellen sehr begrenzte Möglichkeiten erhielten, ihre Bewegungen zu koordinieren und ihre Kräfte zu konzentrieren, und sie es folglich offen ließen, einzeln besiegt zu werden. Die kaiserliche Flotte transportierte große Mengen von Vorräten zur Mündung des Liao River, um die Kampagne zu unterstützen. Nayan selbst lagerte an den Ufern desselben Flusses weiter landeinwärts. Kublai richtete seine Truppen aus einer Sänfte, die auf vier Elefanten montiert oder von ihnen gezogen wurde.
In einem schnellen Tempo und mit sorgfältiger Überprüfung seiner Armee überraschten Kublai Khans Truppen Nayan in seinem Lager. Das Lager von Nayan wurde von einem Wagenlager geschützt, einer Feldverstärkung, die gewöhnlich von Steppennomaden verwendet wird. Die Armee des Khagans war in drei Divisionen organisiert: zuerst die Mongolen, dann die Chinesen, und drittens die Garde und die Kiptschak, die sich unter Kublais direktem Kommando verbanden. Nayans Armee war weniger diszipliniert als die von Kublai, und es wird behauptet, dass sie kurz vor Beginn der Schlacht in Panik geriet, als einige der Khagan-Truppen eine frühe Sprengstoff-Ausrüstung abfeuerten. Laut Marco Polo, als Christ, trug Nayans Standard die Insignien des Kreuzes. Die Armeen standen sich mit ihren großen Kesseltrommeln und klingenden Hörnern gegenüber. Die Schlacht begann mit dem Austausch von Pfeilen, entwickelte sich dann aber zu einem Nahkampf mit Lanze, Schwert und eisernem Streitkolben. Die Schlacht war hart umkämpft und dauerte vom Morgen bis zur Mitte des Tages, als sich Nayans Armee aufzulösen begann. Nayans Soldaten fingen an, vom Feld zu fliehen, viele wurden niedergemacht und Nayan selbst wurde gefangen genommen.

## Nachwirkungen der Rebellion
Kublai befahl die sofortige Hinrichtung Nayans. Er sollte dabei im Geheimen hingerichtet werden, damit keine Bitte um Barmherzigkeit entstehen konnte. Nayan wurde so auf eine Weise hingerichtet, die das Verschütten seines königlichen Blutes vermied. Er wurde in einen Teppich gerollt und erstickt oder auf und ab geworfen oder von den Pferden der Soldaten des Khans getreten, bis er tot war. Obwohl er Nayans Rebellion nicht effektiv unterstützen konnte, blieb Kaidu für den Rest von Kublai Khans Leben eine mächtige Bedrohung. Kublai entschied sich, Nayans nestorianische christliche Glaubensgenossen nicht für schuldig zu betrachten und verbot ihre Verfolgung in seinem Land. 
Im Zuge der Unterdrückung von Nayans Rebellion konnte Kublai Khan damit beginnen, die Länder und Völker, die zuvor von den Apanage-Prinzen beherrscht wurden, vollständig in seine Domäne zu integrieren.

## Bibliografie
- Cordier, H. (1920) Ser Marco Polo, Vols. I and II, John Murray, London.(englisch)
- Grousset, R. (1970) The Empire of the Steppes: A History of Central Asia, Rutgers University Press.(englisch)
- Jackson, P. (1999) From Ulus to Khanate: The making of the Mongol states c. 1220-c. 1290, in The Mongol Empire and its Legacy, ed. R. Amitai-Preiss and D. O. Morgan, Brill, Leiden.(englisch)
- Man, J. (2012) Kublai Khan, Random House, London.(englisch)
- Pelliot, P. (1963) Notes on Marco Polo, Vols., I, II and III, Imprimerie Nationale, Paris.(englisch)
- Rossabi, M. (1988) Khubilai Khan: His Life and Times, University of California Press.(englisch)

| Personendaten    | Personendaten                                             |
| ---------------- | --------------------------------------------------------- |
| NAME             | Nayan                                                     |
| KURZBESCHREIBUNG | Prinz der Borjigin Königsfamilie des mongolischen Reiches |
| GEBURTSDATUM     | 13. Jahrhundert                                           |
| STERBEDATUM      | 1287                                                      |